# Силла, Хорст
Хорст Силла (нем. Horst Sylla; род. 10 февраля 1933, Гинденбург) — военный деятель ГДР, в 1986—1990 годах командующий 5-м военным округом, генерал-лейтенант (1988 год)

## Биография
После окончания школы учился сначала на строителя электромашин (Elektromaschinenbauer), а позже — на токаря сверлильно-расточного станка (Bohrwerksdreher). 
23 января 1953 года вступил в ряды Казарменной Народной полиции. В 1953—1954 годах проходил обучение в танковых школах Примервальд и Гроссенхайн. В 1954—1956 годах Силла служил командиром взвода в Механизированной Дежурной части Народной полиции Дрездена (Mechanisierte Volkspolizeibereitschaft Dresden). После образования Национальной Народной армии это соединение было преобразовано в 7-ю танковую дивизию. 
В 1956—1957 годах Силла командовал ротой в 14-м танковом полку 7-й танковой дивизии. В 1957—1960 годах работал преподавателем в Танковой школе Гроссенхайн (Panzerschule Großenhain). В 1961—1964 годах учился в Военной Академии ННА «Фридрих Энгельс» в Дрездене. В 1964—1968 годах служил первым заместителем командира 4-го танкового полка в Готе. В 1968—1971 годах командовал 4-м танковым полком (входил в состав 4-й МСД (Эрфурт). 
В 1971—1974 годах проходил обучение в Военной Академии Генерального штаба Вооружённых сил СССР. После своего возвращения в ГДР в качестве дипломированного военного специалиста занимал должность заместителя командира по боевой подготовке в 4-й МСД. 
С 20 октября 1977 года по 31 августа 1982 года полковник Силла командовал 9-й танковой дивизией в Эггезине. 7 октября 1979 года ему было присвоено звание генерал-майора. В 1983—1985 годах Силла руководил Высшим военным училищем сухопутных войск имени Эрнста Тельмана в Лобау (Offiziershochschule der Landstreitkräfte «Ernst Thälmann»). 
С 1 декабря 1986 года по 14 сентября 1990 года командовал 5-м Военным округом (Нойбранденбург). В случае войны 5-й Военный округ должен был быть преобразован в 5-ю (Северную) армию ННА. 1 марта 1988 года ему было присвоено звание генерал-лейтенанта. 30 сентября 1990 года был уволен в отставку.

## Воинские звания
- Генерал-майор — 7 октября 1979 года;
- Генерал-лейтенант — 1 марта 1988 года.

## Избранные награды
- Орден «За заслуги перед Отечеством» (ГДР) в бронзе
- Военный орден «За заслуги перед народом и Отечеством» в серебре